# 林荫街道
林荫街道，是中华人民共和国内蒙古自治区鄂尔多斯市东胜区下辖的一个乡镇级行政单位。

## 行政区划
林荫街道下辖以下地区：
技工社区、益民社区、绒纺社区、文苑社区、蒙欣社区、伊欢社区、伊欢社区和三台基社区。